# Championnat d'Irak de football 2005-2006
Navigation
Saison précédente Saison suivante
La saison 2005-2006 du Championnat d'Irak de football est la trente-deuxième édition de la première division en Irak, la Division 1 League. La compétition rassemble 28 formations et se déroule en plusieurs phases :
- Championnats régionaux : les clubs sont regroupés en quatre poules géographiques et s'affrontent deux fois, les trois premiers se qualifient pour le tour suivant.
- Tour Élite : les douze qualifiés sont à nouveau répartis en quatre poules de trois et disputent deux matchs face à leurs adversaires. Seul le meilleur de chaque groupe poursuit la compétition.
- Phase finale : les quatre meilleurs clubs s'affrontent en matchs à élimination directe (demi-finales et finale). La finale se joue sur un seul match, disputé à Bagdad.

C'est Al-Zawra'a SC qui est sacré champion à l'issue de la saison, après avoir battu Najaf FC lors de la finale nationale, après la séance de tirs au but. Arbil SC prend la 3e place après la disqualification du tenant du titre, Al Qowa Al Jawia Bagdad, à la suite d'incidents survenus lors de la demi-finale retour face à Al-Zawra'a. C'est le 11e titre de champion d'Irak de l'histoire du club.

## Compétition
Le barème de points servant à établir les classements se décompose ainsi :
- Victoire : 3 points
- Match nul : 1 point
- Défaite : 0 point

### Championnats régionaux
| Rang | Équipe     | Pts | J  | G | N | P | Bp | Bc | Diff |
| ---- | ---------- | --- | -- | - | - | - | -- | -- | ---- |
| 1    | Talaba SC  | 24  | 12 | 7 | 3 | 2 | 22 | 5  | +17  |
| 2    | Dohuk SC   | 20  | 12 | 5 | 5 | 2 | 10 | 5  | +5   |
| 3    | Arbil SC   | 17  | 12 | 4 | 5 | 3 | 10 | 7  | +3   |
| 4    | Sirwan FC  | 17  | 12 | 4 | 5 | 3 | 11 | 13 | -2   |
| 5    | Kirkook FC | 13  | 12 | 4 | 1 | 7 | 10 | 15 | -5   |
| 6    | Ararat FCP | 11  | 12 | 2 | 5 | 5 | 6  | 18 | -12  |
| 7    | Zakho FC   | 10  | 12 | 2 | 4 | 6 | 6  | 12 | -6   |

| Rang | Équipe                   | Pts | J  | G | N | P | Bp | Bc | Diff |
| ---- | ------------------------ | --- | -- | - | - | - | -- | -- | ---- |
| 1    | Al Shorta Bagdad         | 30  | 12 | 9 | 3 | 0 | 21 | 4  | +17  |
| 2    | Al Qowa Al Jawia BagdadT | 22  | 12 | 6 | 4 | 2 | 19 | 10 | +9   |
| 3    | Al Jaish Bagdad          | 18  | 12 | 5 | 3 | 4 | 12 | 10 | +2   |
| 4    | Al Sina'a Bagdad         | 14  | 12 | 3 | 5 | 4 | 7  | 10 | -3   |
| 5    | Diyala FC retrait        | 13  | 12 | 3 | 4 | 5 | 5  | 9  | -4   |
| 6    | Al-Karkh SC              | 12  | 12 | 3 | 3 | 6 | 9  | 14 | -5   |
| 7    | Al SalikhP               | 4   | 12 | 0 | 4 | 8 | 5  | 21 | -16  |

| Rang | Équipe           | Pts | J  | G | N | P | Bp | Bc | Diff |
| ---- | ---------------- | --- | -- | - | - | - | -- | -- | ---- |
| 1    | Al-Zawra'a SC    | 30  | 12 | 9 | 3 | 0 | 29 | 9  | +20  |
| 2    | Samarra FC       | 19  | 12 | 5 | 4 | 3 | 12 | 15 | -3   |
| 3    | Najaf FC         | 18  | 12 | 5 | 3 | 4 | 19 | 10 | +9   |
| 4    | Al Nafat Bagdad  | 18  | 12 | 4 | 6 | 2 | 14 | 15 | -1   |
| 5    | Al-Kahraba       | 15  | 12 | 3 | 6 | 3 | 14 | 12 | +2   |
| 6    | Al Kadmiyah      | 7   | 12 | 0 | 7 | 5 | 6  | 15 | -9   |
| 7    | Al-Amana BagdadP | 3   | 12 | 0 | 3 | 9 | 3  | 21 | -18  |

| Rang | Équipe            | Pts | J  | G | N | P | Bp | Bc | Diff |
| ---- | ----------------- | --- | -- | - | - | - | -- | -- | ---- |
| 1    | Al Mina'a Bassora | 27  | 12 | 8 | 3 | 1 | 22 | 9  | +13  |
| 2    | Al Karbala        | 26  | 12 | 8 | 2 | 2 | 27 | 15 | +12  |
| 3    | Maysan FC         | 17  | 12 | 4 | 5 | 3 | 12 | 10 | +2   |
| 4    | Naft Al-Janoob    | 14  | 12 | 4 | 2 | 6 | 11 | 13 | -2   |
| 5    | Shatra FCP        | 14  | 12 | 3 | 5 | 4 | 9  | 15 | -6   |
| 6    | Samawa FC         | 9   | 12 | 1 | 6 | 5 | 11 | 13 | -2   |
| 7    | Koot FC           | 6   | 12 | 1 | 3 | 8 | 8  | 25 | -17  |

### Tour Élite
| Rang | Équipe            | Pts | J | G | N | P | Bp | Bc | Diff |  | Résultats (▼ dom., ► ext.) | Arb | Sam | Min |
| ---- | ----------------- | --- | - | - | - | - | -- | -- | ---- |  | -------------------------- | --- | --- | --- |
| 1    | Arbil SC          | 7   | 4 | 2 | 1 | 1 | 7  | 4  | +3   |  | Arbil SC                   |     | 1-0 | 3-0 |
| 2    | Samarra FC        | 6   | 4 | 2 | 0 | 2 | 4  | 4  | 0    |  | Samarra FC                 | 2-1 |     | 1-0 |
| 3    | Al Mina'a Bassora | 4   | 4 | 1 | 1 | 2 | 4  | 7  | -3   |  | Al Mina'a Bassora          | 2-2 | 2-1 |     |

| Rang | Équipe          | Pts | J | G | N | P | Bp | Bc | Diff |  | Résultats (▼ dom., ► ext.) | Zaw | Duh | Jai |
| ---- | --------------- | --- | - | - | - | - | -- | -- | ---- |  | -------------------------- | --- | --- | --- |
| 1    | Al-Zawra'a SC   | 10  | 4 | 3 | 1 | 0 | 8  | 0  | +8   |  | Al-Zawra'a SC              |     | 3-0 | 2-0 |
| 2    | Dohuk SC        | 4   | 4 | 1 | 1 | 2 | 3  | 5  | -2   |  | Dohuk SC                   | 0-0 |     | 2-0 |
| 3    | Al Jaish Bagdad | 3   | 4 | 1 | 0 | 3 | 2  | 8  | -6   |  | Al Jaish Bagdad            | 0-3 | 2-1 |     |

| Rang | Équipe           | Pts | J | G | N | P | Bp | Bc | Diff |  | Résultats (▼ dom., ► ext.) | Naj | Kar | Sho |
| ---- | ---------------- | --- | - | - | - | - | -- | -- | ---- |  | -------------------------- | --- | --- | --- |
| 1    | Najaf FC         | 7   | 4 | 2 | 1 | 1 | 5  | 2  | +3   |  | Najaf FC                   |     | 3-1 | 2-0 |
| 2    | Al Karbala       | 6   | 4 | 2 | 0 | 2 | 4  | 7  | -3   |  | Al Karbala                 | 1-0 |     | 1-4 |
| 3    | Al Shorta Bagdad | 4   | 4 | 1 | 1 | 2 | 4  | 4  | 0    |  | Al Shorta Bagdad           | 0-0 | 0-1 |     |

| Rang | Équipe                  | Pts | J | G | N | P | Bp | Bc | Diff |  | Résultats (▼ dom., ► ext.) | Qow | Tal | May |
| ---- | ----------------------- | --- | - | - | - | - | -- | -- | ---- |  | -------------------------- | --- | --- | --- |
| 1    | Al Qowa Al Jawia Bagdad | 7   | 4 | 2 | 1 | 1 | 7  | 3  | +4   |  | Al Qowa Al Jawia Bagdad    |     | 0-1 | 3-0 |
| 2    | Talaba SC               | 7   | 4 | 2 | 1 | 1 | 7  | 6  | +1   |  | Talaba SC                  | 1-3 |     | 4-2 |
| 3    | Maysan FC               | 2   | 4 | 0 | 2 | 2 | 4  | 9  | -5   |  | Maysan FC                  | 1-1 | 1-1 |     |

### Phase finale

#### Demi-finales
| Équipe 1                | Résultat | Équipe 2      | Aller | Retour |
| ----------------------- | -------- | ------------- | ----- | ------ |
| Al Qowa Al Jawia Bagdad | 1 - 3    | Al-Zawra'a SC | 1 - 1 | 0 - 2  |
| Najaf FC                | 5 - 2    | Arbil SC      | 4 - 1 | 1 - 1  |

#### Match pour la3eplace
Match annulé à la suite de la disqualification d'Al Qowa Al Jawia Bagdad lors de la demi-finale retour.

#### Finale
| 23 mai 2006 | Al-Zawra'a SC   | 0 - 0 | Najaf FC | Souleimaniye            |
|             |                 |       |          | Arbitrage : Kadhim Aoda |
|             | Tirs au but 4-3 |       |          |                         |

## Bilan de la saison
| Championnat d'Irak de football 2005-2006 |                                                              |
| Champion                                 | Al-Zawra'a SC (11e titre)                                    |
| Coupes et trophées                       |                                                              |
| Vainqueur de la Coupe d'Irak 2005-2006   | Non disputée                                                 |
| Qualifications continentales             |                                                              |
| Ligue des champions de l'AFC 2007        | Al-Zawra'a SC                                                |
| Ligue des champions de l'AFC 2007        | Najaf FC                                                     |
| Ligue des champions arabes 2006-2007     | Arbil SC                                                     |
| Promotions et relégations                |                                                              |
| Promus en Division 1 League              | Al-Adala Bagdad Sulimaniyah FC Mossoul FC Furat FC Ramadi FC |
| Relégués en Division 2 League            | 8 clubs                                                      |